# Agrigento
Agrigento (până în anul 1927 numit Girgenti) este un oraș în Sicilia de sud, Italia, capitala provinciei cu același nume.
A fost întemeiat în secolul al VI-lea î.Hr. de grecii dorieni (denumit Akragas) și devine ulterior un important centru comercial al lumii antice.
În timpul războaielor punice (264 - 201 î.Hr.), cetatea a fost aliată a Cartaginei.
Agrigento a fost cucerit de romani, mai întâi în anul 262 î.Hr. și apoi, definitiv, în anul 210 î.Hr.. În epoca romană a fost denumit Agrigentum.
Orașul a aparținut succesiv bizantinilor și arabilor.
Situl arheologic Valle dei Templi din Agrigento a fost înscris în anul 1997 pe lista patrimoniului cultural mondial UNESCO. Templul lui Zeus (numit și Olympieion), cu o suprafață de 52,74 x 110,10 m, a fost cel mai mare templu doric și al treilea templu ca mărime (considerând toate stilurile) din Grecia antică.

## Demografia
Agrigento - evoluția demografică

|  | Graficele sunt indisponibile din cauza unor probleme tehnice. Mai multe informații se găsesc la Phabricator și la wiki-ul MediaWiki. |

Date: Recensăminte sau birourile de statistică - grafică realizată de Wikipedia

## Galerie de imagini

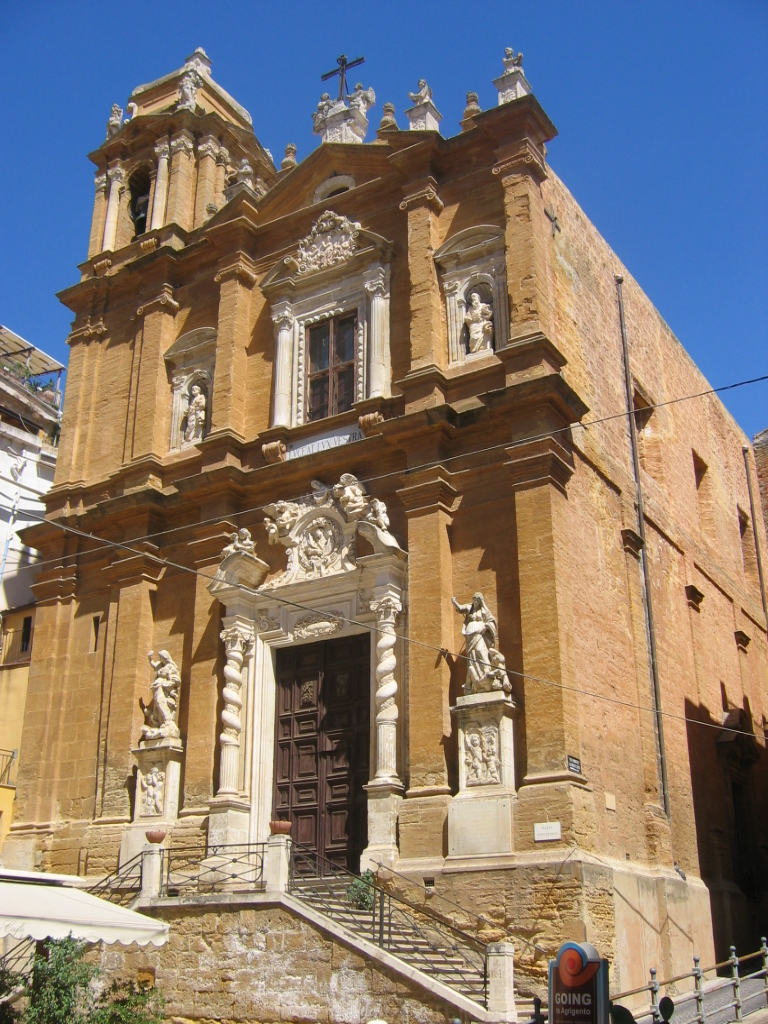
Basilica San Lorenzo din Agrigento
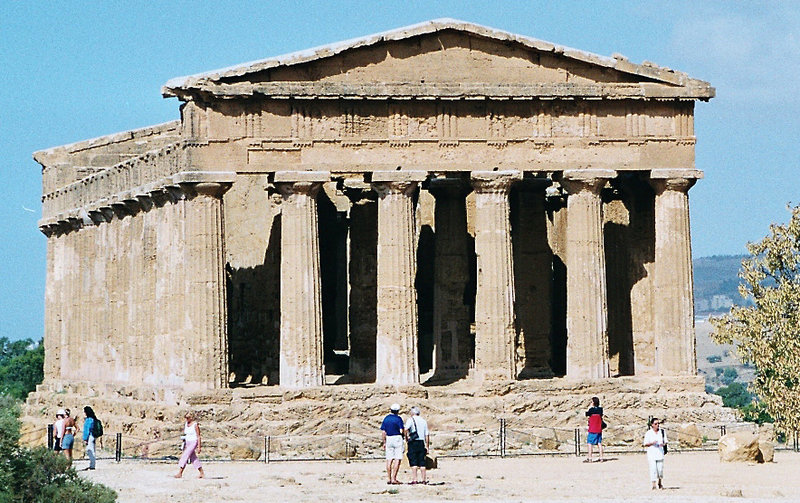
Templul grecesc antic Concordia (Tempio della Concordia)
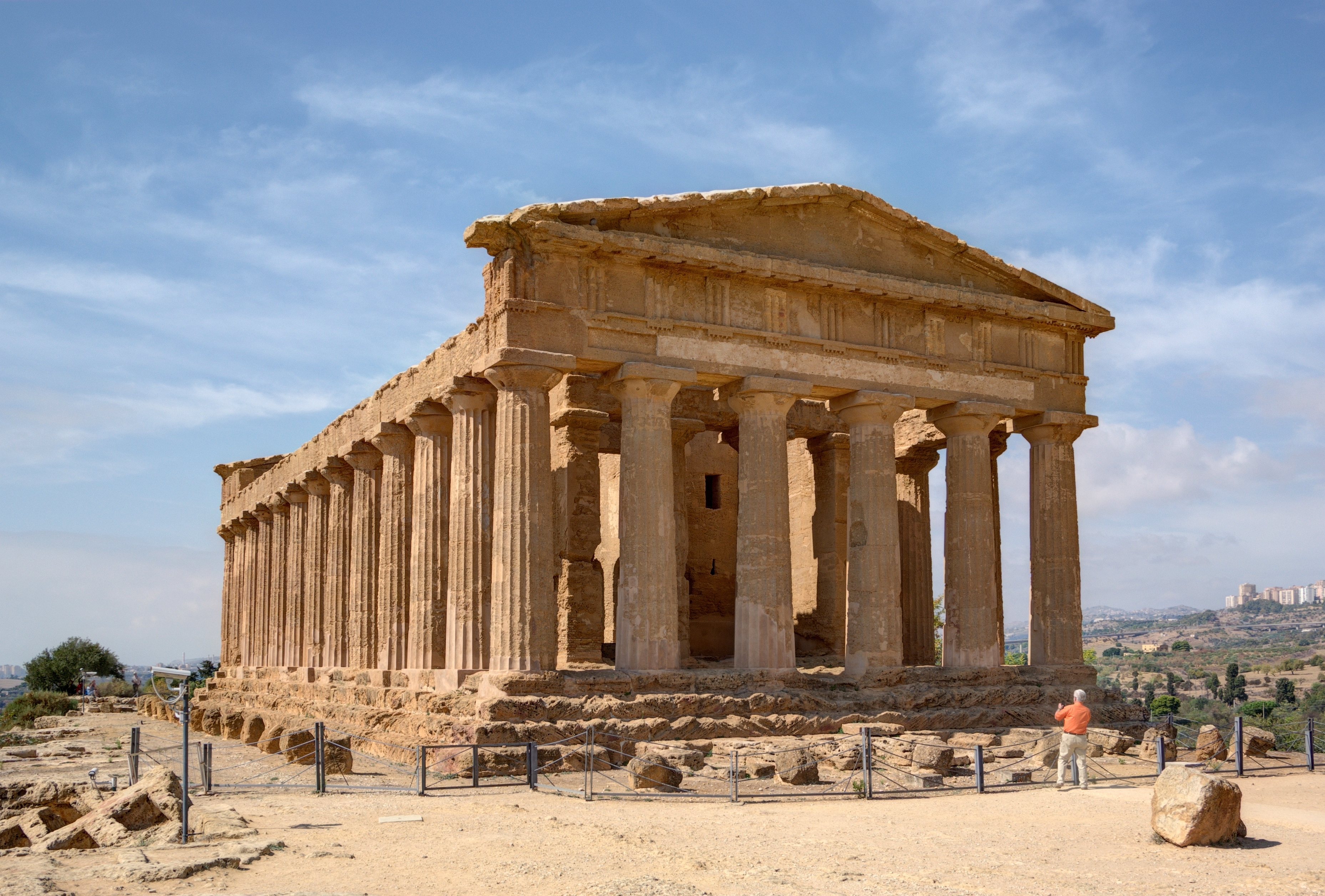
Templul grecesc antic Concordia (Tempio della Concordia). Altă vedere
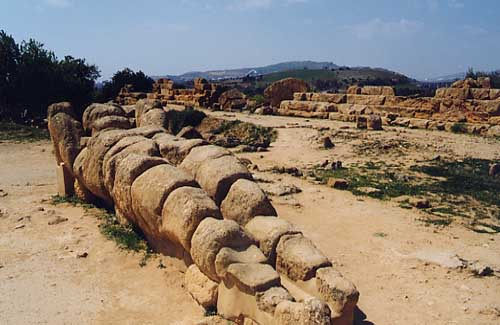
Resturile templului doric al lui Zeus (Olympieion) din Agrigento